# Александар Ивановић (фудбалер)
Александар Ивановић (Горњи Милановац, 20. новембра 1988) српски је фудбалер, који је тренутно наступа за Таково.

## Каријера
Ивановић је највећи део своје каријере провео у Горњем Милановцу, као члан матичног Металца. Са тим клубом прошао такмичио се у Српској лиги Морава, касније Српској лиги Запад, Првој лиги и Суперлиги Србије, док је за сезону 2011/12. био уступљен Брегалници из Штипа. Године 2012, Ивановићу је измерен најбржи ударац у екипи Металца на такмичењу Најјачи шут Јелен Супер лиге Србије, од 123 km/h. У реванш утакмици баража за опстанак, Ивановић је погодио за 1:1 против Напретка на стадиону Младост у Крушевцу, чиме је екипа Металца изборила повратак у Суперлигу Србије за сезону 2015/16. Након повлачења дотадашњег капитена, Горана Луковића, из професионалног играња фудбала, Ивановић је преузео капитенску траку екипе Металца. Ту улогу обављао је до краја календарске 2018, након чега је прешао у редове локалног Такова, за други део сезоне 2018/19. у Западно-моравској зони. Такође, почетком наредне године, прикљчио се тренерском тиму млађих селекција Металца.

## Статистика

#### Клупска
| Клуб                        | Сезона   | Лига | Лига | Куп | Куп | Остало | Остало | Укупно | Укупно |
| Клуб                        | Сезона   |      | Гол  |     | Гол |        | Гол    |        | Гол    |
| --------------------------- | -------- | ---- | ---- | --- | --- | ------ | ------ | ------ | ------ |
| Металац Горњи Милановац     | 2004/05. | 3    | 0    | —   | —   | —      | —      | 3      | 0      |
| Металац Горњи Милановац     | 2005/06. | 20   | 1    | —   | —   | —      | —      | 20     | 1      |
| Металац Горњи Милановац     | 2006/07. | 14   | 1    | —   | —   | —      | —      | 14     | 1      |
| Металац Горњи Милановац     | 2007/08. | 6    | 0    | —   | —   | —      | —      | 6      | 0      |
| Металац Горњи Милановац     | 2008/09. | 23   | 1    | —   | —   | —      | —      | 23     | 1      |
| Металац Горњи Милановац     | 2009/10. | 6    | 0    | —   | —   | —      | —      | 6      | 0      |
| Металац Горњи Милановац     | 2010/11. | 1    | 0    | —   | —   | —      | —      | 1      | 0      |
| Брегалница Штип (позајмица) | 2011/12. | 27   | 3    | —   | —   | —      | —      | 27     | 3      |
| Металац Горњи Милановац     | 2012/13. | 28   | 5    | 1   | 1   | —      | —      | 29     | 6      |
| Металац Горњи Милановац     | 2013/14. | 25   | 1    | 1   | 0   | 0      | 0      | 26     | 1      |
| Металац Горњи Милановац     | 2014/15. | 25   | 0    | 2   | 0   | 2      | 1      | 29     | 1      |
| Металац Горњи Милановац     | 2015/16. | 18   | 0    | 1   | 0   | —      | —      | 19     | 0      |
| Металац Горњи Милановац     | 2016/17. | 9    | 0    | 1   | 0   | —      | —      | 10     | 0      |
| Металац Горњи Милановац     | 2017/18. | 20   | 0    | 1   | 0   | —      | —      | 21     | 0      |
| Металац Горњи Милановац     | 2018/19. | 10   | 0    | 1   | 0   | —      | —      | 11     | 0      |
| Металац Горњи Милановац     | Укупно   | 208  | 9    | 8   | 1   | 2      | 1      | 218    | 11     |
| Таково                      | 2018/19. | 0    | 0    | —   | —   | —      | —      | 0      | 0      |
| Каријера                    | Каријера | 235  | 12   | 8   | 1   | 2      | 1      | 245    | 14     |

- Ажурирано 6. фебруара 2019. године.[2]

## Трофеји и награде
Металац Горњи Милановац
- Српска лига Запад: 2006/07.[9]